# Fernando II de Leão
Fernando II de Leão e Galiza (c. 1137 - Benavente, 22 de janeiro de 1188), foi rei de Leão e da Galiza de 1157 a 1188. Herdou o reino galego-leonês por morte do seu pai, Afonso VII de Leão e Castela, que repartiu o seu Estado pelos dois filhos com Berengária de Barcelona, Fernando e Sancho.

## Educação
A sua educação foi confiada ao conde galego Fernão Peres de Trava da estirpe dos antigos cavaleiros da sua avó, Urraca de Leão e Castela, e dos preceptores e defensores do seu pai, o Imperador. Desde logo foi iniciado nas tarefas do governo, rodeado de importantes magnatas dos seus reinos, como Poncio de Minerva, os condes Ramiro Froilaz, Pedro Alfonso, e o próprio Fernão Peres de Trava.
Isto propiciou a pressão galega para restaurar a coroa de Leão após a morte do rei Afonso VII. Desde 1151, em documentos dos reinos de Leão e Galiza, aparece habitualmente a sua confirmação com o título de rex.
A divisão dos territórios do seu pai foi acordada em um concílio em Valladolid no ano de 1155. Neste, determinou-se claramente a atribuição à sua soberania de Leão e da Galiza, com a exclusão das comarcas de Tierra de Campos, Sahagún e Asturias de Santillana (parte ocidental da Cantábria). A rivalidade entre as igrejas de Santiago de Compostela e Toledo também contribuíu para que o testamento de Afonso VII deixasse Castela e Toledo a Sancho III e Leão e a Galiza a Fernando II.

## Início do reinado
Alguns meses após subir ao trono, em 23 de Maio de 1158 assinou o Tratado de Sahagún com o seu irmão Sancho III de Castela, pelo qual concordaram fazer guerra contra os muçulmanos, repartir o território reconquistado, não tentar reunificar ambos os seus reinos, e repartir o recém criado (1139) Portugal.
No entanto, a morte precoce do seu irmão arruinou estes planos e Castela ficou dominada pela rivalidade entre as poderosas famílias Castro e Lara. Assim, durante a menoridade de Afonso VIII de Castela, Fernando entrou em Castela em 1159, à frente de um numeroso exército. Exigiu, para pôr fim à guerra civil que afligia este reino, que os Lara lhe entregassem a guarda do rei seu sobrinho, de cuja educação se encarregaria.

Mapa da reconquista, mostrando as regiões dos almóadas e os reinos de Portugal (P), Leão (L) Castela (C), Navarra (N) e Aragão (A)

Em 27 de Setembro de 1162 assinou outro acordo, o Tratado de Agreda, desta vez com o aragonês Afonso II, o Casto, e três anos depois contraiu matrimónio com D. Urraca de Portugal, filha de D. Afonso Henriques, acabando assim a ameaça do poderoso Leão ao jovem reino.
Por esta altura restaurou e repovoou Ledesma e Cidade Rodrigo. Os habitantes de Salamanca, que teriam comprado os territórios dessas cidades por uma soma considerável, tomaram armas contra o rei e os magistrados de Ledesma. Fernando marchou com os seus cavaleiros contra os revoltosos e obrigou-os a devolver a sua cidade.
Os anais Toledanos fazem menção a uma batalha da Libriella em 1164, mas de forma tão lacónica que não é possível saber ao certo quem se enfrentou. No entanto, a conjectura mais provável é ter oposto o rei à família dos Lara, e na qual Fernando não teria tido sucesso. Com efeito, celebrou pouco depois a paz com os Lara, o que provavelmente não teria ocorrido se as suas forças os tivessem vencido.
As duas partes reuniram-se mais uma vez em Sória e concordaram em, para evitar que Toledo caísse nas mãos dos mouros, dar Uclés, na fronteira da Andaluzia, aos cavaleiros Templários. O rei de Leão, ainda receoso do rompimento da paz estipulada, aliou-se com Sancho VI de Navarra para intimidar os magnatas de Lara, e assim pôde dirigir as suas tropas contra o Califado Almóada, a quem tomou Alcântara e Alburquerque.

## Conflito com Portugal

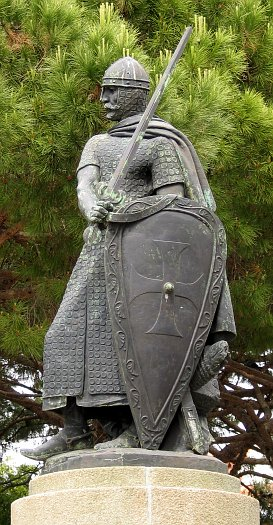
Estátua de Afonso Henriques no Castelo de São Jorge em Lisboa, réplica da original, feita por Soares dos Reis, que se encontra em Guimarães

De 1166 a 1168 o rei D. Afonso Henriques apoderara-se de várias praças pertencentes à coroa leonesa. Fernando II estava a repovoar Ciudad Rodrigo e o português, suspeitando que o seu genro estava a fortificar a cidade para o atacar, enviou um exército comandado pelo seu filho, o infante D. Sancho, contra aquela praça. O rei leonês foi em auxílio da cidade ameaçada e derrotou as tropas portuguesas, fazendo um grande número de prisioneiros.
Em resposta, D. Afonso Henriques entrou pela Galiza, tomou Tui e vários outros castelos, e em 1169 atacou primeiro Cáceres. Depois voltou-se contra Badajoz na posse dos sarracenos, mas que pertenceria a Leão, conforme o acordado no tratado de Sahagún assinado com Castela.
Não obstante, sem respeitar estas convenções nem os laços de parentesco que o uniam a Fernando, o rei português cercou Badajoz para a conquistar para Portugal. Quando os muçulmanos já estavam cercados na alcáçova, o rei leonês apresentou-se com as suas hostes e atacou D. Afonso nas ruas da cidade. Percebendo a impossibilidade de manter a luta, Afonso terá tentado fugir a cavalo, mas ao passar pelas portas ter-se-á ferido na coxa contra um dos ferros que a guarneciam. Fernando tratou o seu sogro prisioneiro com nobreza e generosidade, chamando os seus melhores médicos para o tratar.

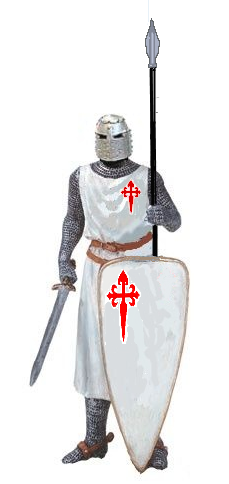
Traje de um cavaleiro da Ordem de Santiago

Esta campanha teve como resultado um tratado de paz entre ambos os reinos, assinado em Pontevedra, em virtude do qual Afonso foi libertado, com a única condição de devolver a Fernando as cidades de Cáceres, Badajoz, Trujillo, Santa Cruz e Montánchez, que havia conquistado a Leão. Estabeleciam-se assim as fronteiras de Portugal com Leão e a Galiza. E mais tarde, quando os muçulmanos sitiaram Santarém, o leonês auxiliou imediatamente o rei português.
Em 1170 Fernando criou a Ordem Religiosa-Militar de Santiago da Espada, primeiro sediada em Cáceres e depois em Uclés. Há quem diga que o objectivo desta era o de proteger os peregrinos que visitassem o suposto túmulo do apóstolo Santiago em Compostela, mas, analisando a sua implantação vemos que esta ordem tinha antes a ação na zonas da raia fronteiriça com o inimigo muçulmano e não nos trajectos dessa peregrinação.
Depois da derrota frente a Afonso I de Portugal, em 1173 os muçulmanos dirigiram as suas atenções contra os territórios leoneses, tentando apoderar-se de Ciudad Rodrigo. Mas Fernando II, informado destas intenções, encerrou-se na cidade com as escassas tropas que conseguiu reunir em Leão, Zamora e vários lugares da Galiza, dando ordem ao resto do seu exército para reunir-se assim que possível.
Os mouros foram derrotados e só puderam conservar a sua liberdade os que apelaram a uma fuga imediata. Entre os cativos estava Fernando de Castro, governador de Toledo que se havia refugiado no Califado Almóada em 1166. O monarca leonês, comovido pelos seus infortúnios e em sinal de gratidão pelos serviços prestados anteriormente pelo nobre, admitiu-o novamente ao seu serviço, oferecendo-lhe bens e honras.
Após dez anos de matrimónio com D. Urraca de Portugal, em 1175 o papa Alexandre III declarou que os consortes eram parentes em terceiro grau, uma vez que eram ambos netos de Urraca de Leão e Castela e Teresa de Leão, filhas de  Afonso VI de Leão. Sob ameaça de censuras eclesiásticas, foram obrigados a separarem-se, com grande pena de Fernando. Algum tempo depois casou-se novamente, com Teresa Nunes de Lara, filha do conde D. Nuno de Lara.

## Conflito com Castela
Por motivos desconhecidos, Fernando invadiu Castela em 1178. Tomou Castrojeriz e Dueñas antes que Afonso VIII de Castela conseguisse pôr estas praças em estado de defesa. Mais uma vez D. Afonso Henriques opôs-se aos desígnios do rei leonês, e enviou o seu filho D. Sancho contra o seu ex-cunhado.
Pouco se sabe sobre esta guerra, que no entanto teria muito curta duração. Em 1180 os reis de Leão e Castela encontraram-se em Tordesilhas, onde puseram fim ao conflito. Nesse mesmo ano morreria a sua esposa Teresa Nunes de Lara, ao dar à luz um filho que faleceria pouco depois de nascer. Em 1183 resolveria os problemas fronteiriços com Castela mediante o Tratado de Fresno-Lavandera.

## Posteridade

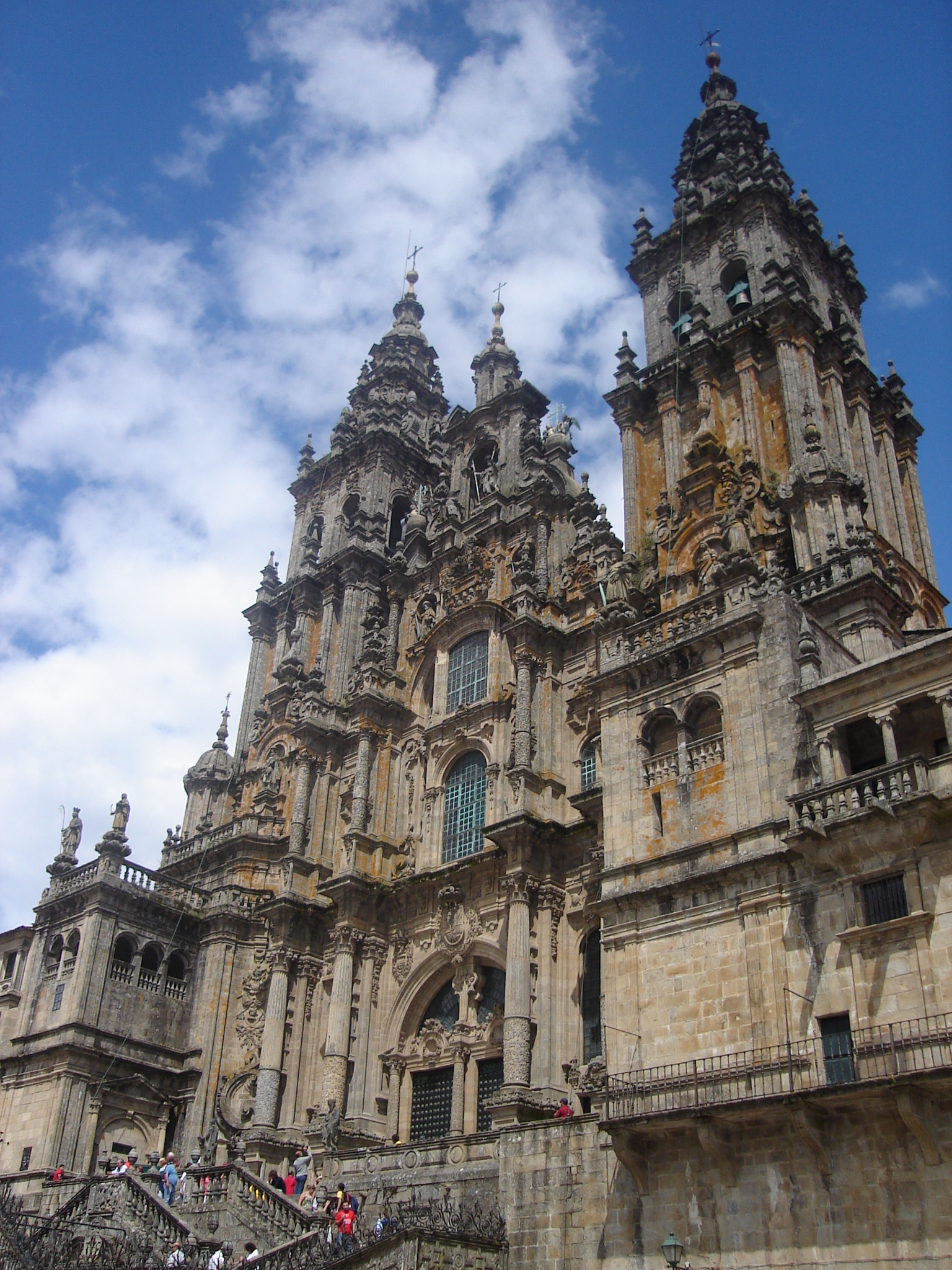
Exterior da Catedral de Santiago de Compostela

Um dos feitos mais perduráveis de Fernando II foi o impulso que deu à nascente realidade urbana, outorgando cartas de foral a muitas cidades e vilas: em 1164 a Padrón e Ribadavia, em 1168 a Noia, em 1169 a Castro Caldelas e Pontevedra, em 1170 a Tui e em 1177 a Lugo.
Favoreceu também os mosteiros de Sobrado, Melón, Armenteira, Moraime e Júbia. Beneficiou a igreja de Compostela, oferecendo uma pensão vitalícia ao Maestro Mateo, o mais prestigiado escultor da época, para dar um desenvolvimento decisivo às obras da catedral. Durante o seu reinado, para além de ser fundada a Ordem militar dos cavaleiros de Santiago, o papa Alexandre III concedeu a graça do Jubileu Compostelano, ou ano santo jubilar jacobeu, pela Bula Regis Aeterni de 1181, era arcebispo D. Pedro Suárez de Deza. Isto determinou o apogeu das peregrinações e o desenvolvimento económico do reino através dos Caminhos de Santiago.

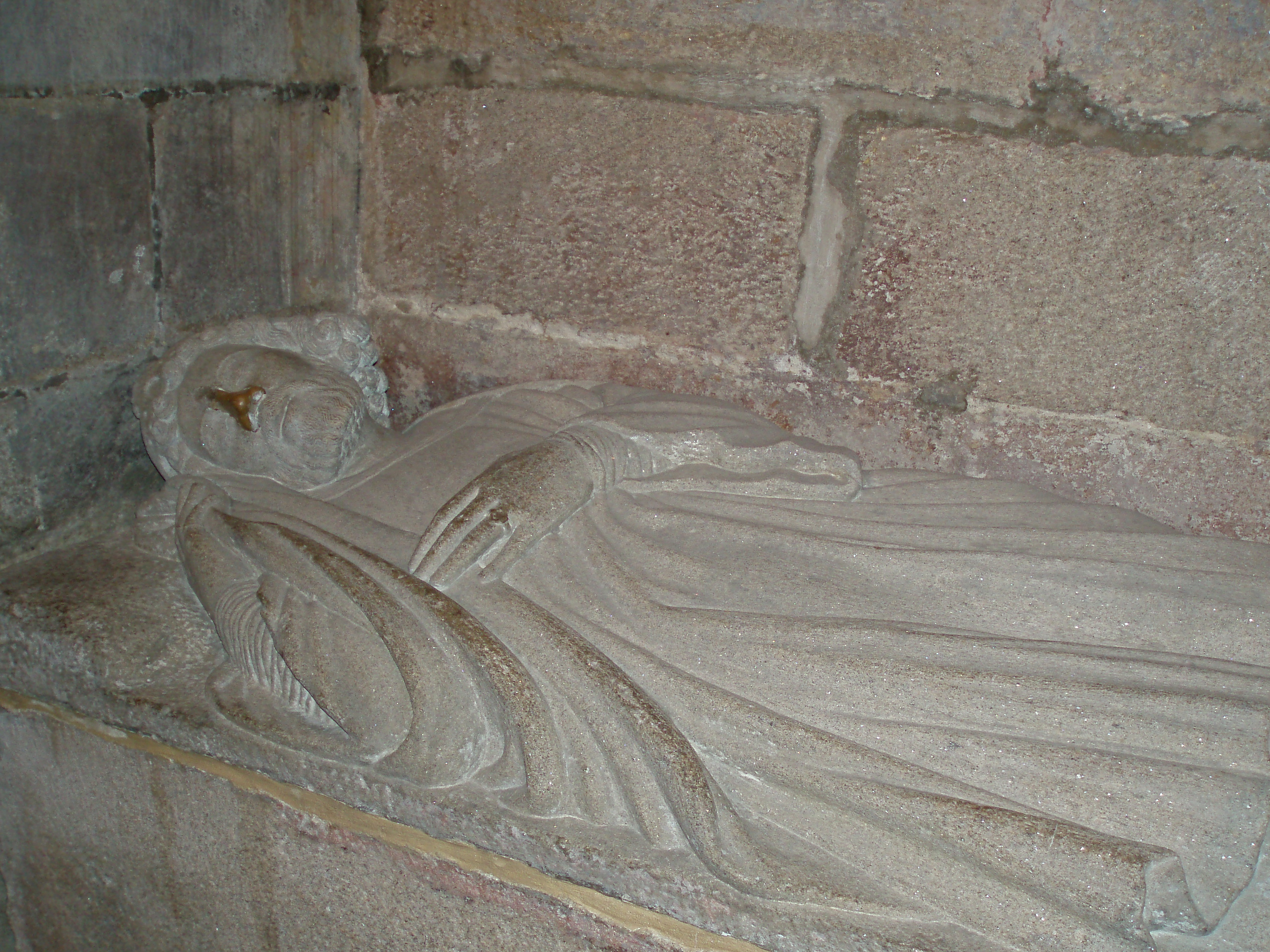
Sepulcro do rei Fernando II da Galiza e Leão no Panteão Real da Sé de Santiago de Compostela

Em 1185, Fernando II casou-se pela terceira vez com Urraca Lopez de Haro, filha de Lope Díaz I de Haro, senhor da Biscaia, Nájera e Haro, com quem mantinha relações amorosas desde 1180. Percebendo que o fim da vida do seu esposo estava próximo, esta quis elevar Sancho, o seu único filho sobrevivente, ao trono de Leão, em prejuízo de D. Alfonso, filho de D. Urraca de Portugal.
Para conseguir isto, defendia que o nascimento de Afonso era ilegítimo por o casamento dos seus pais ter sido anulado. Fernando II, já velho e doente, cedeu a esta argumentação e desterrou o seu filho primogénito da corte. Este desterro foi um triunfo da rainha que, aproveitando a ausência do enteado, fez todos os esforços para aproximar o seu filho Sancho do trono do seu pai. Mas os senhores do reino opuseram-se a este projecto com uma resistência invencível e, para maior infortúnio da ambiciosa Urraca, o rei morreria antes que pudesse alterar a sua sucessão.
Fernando II, de quem unanimemente as crónicas chamam de empenhado, benevolente, liberal e piedoso, morreu em Benavente, no regresso da sua peregrinação a Santiago de Compostela, aos trinta e um anos de reinado. Foi sepultado na Catedral de Santiago de Compostela onde ainda se conserva o seu sepulcro com uma majestosa efígie românica jacente, o Panteão Real da Capela das relíquias.

## Descendência
Do matrimónio em 1164 com Urraca de Portugal nasceu:
- Afonso IX de Leão (1171-1230), seu sucessor no trono

Do segundo casamento em 1178 com Teresa Fernandes de Trava, filha do conde Fernão Peres de Trava e de Teresa de Leão, e viúva do conde Nuno Peres de Lara (morto em 1177) nasceram:
- Fernando (1179-1187)
- Sancho (1180)

Das suas terceiras núpcias em 1187, com Urraca Lopes de Haro, filha de Lope Díaz I de Haro, senhor da Biscaia, Nájera e Haro, nasceram:
- Garcia (1182-1184) (antes do matrimónio)
- Afonso (1184-1188)
- Sancho (1186-1220), senhor de Monteagudo e Aguilar, casado em 1210 com Teresa Dias de Haro, filha de Diego Lopes II de Haro, senhor de Biscaia, e Toda Pérez de Azagra